# Moustapha Safouan
Moustapha Safouan (Alessandria d'Egitto, 17 maggio 1921 – Parigi, 7 novembre 2020) è stato uno scrittore, psicanalista e traduttore egiziano.
Visse soprattutto in Francia.
Nel 1949 incontrò Jacques Lacan e iniziò la sua formazione. Tradusse in arabo L'interpretazione dei sogni di Sigmund Freud e in arabo colloquiale egiziano l'Otello di Shakespeare.
Tra i più eminenti teorici francesi, fu autore di Studi sull'Edipo. Introduzione a una teoria del soggetto (Garzanti 1977) e di La sexualité féminine dans la doctrine freudienne (Seuil 1976); nel 1968 aveva già pubblicato, con lo stesso editore, un lungo saggio apparso nel 1971 anche in traduzione italiana: Della struttura in psicanalisi. Contributo a una teoria della mancanza", incluso nella raccolta "Che cos'è lo strutturalismo?.
Nel suo saggio Perché il mondo arabo non è libero. Politica della scrittura e terrorismo religioso  (Spirali, 2008), il teorico franco-egiziano offrì una tesi particolare, coraggiosa, che ha suscitato numerose polemiche: nel mondo islamico rimangono, estremamente forti, dei meccanismi di manipolazione e di esclusione sociale di natura linguistica. La lingua, più ancora che la religione, sarebbe pertanto un ostacolo alla democratizzazione del mondo arabo. Secondo Safouan, il dualismo, strumentalizzato dal potere, tra lingua letteraria e dialetti locali, tra lingua sacra e vernacolo di uso quotidiano, permette ancora oggi alle élite di sfruttare le masse e di consolidare la struttura autoritaria del potere.

## Pubblicazioni
- La sexualité féminine dans la doctrine freudienne (Seuil, 1976)
- Studi sull'Edipo. Introduzione a una teoria del soggetto (Garzanti, 1977)
- Essere e piacere. Lo scacco del principio del piacere (Spirali, 1980)
- Jacques Lacan e il problema della formazione degli analisti (Astrolabio Ubaldini, 1987)
- Le transfert et le désir de l'analyste (Seuil, 1988)
- La parole ou la mort (Seuil, 1996)
- Perché il mondo arabo non è libero. Politica della scrittura e terrorismo religioso (Spirali, 2008)